# Spirit of the Forest
A Spirit of the Forest a Korpiklaani nevű finn folk-metal együttes első stúdióalbuma 2003-ból.

## Számok listája
1. "Wooden Pints" - 3:42
2. "Before the Morning Sun" - 4:25
3. "God of Wind" - 3:14
4. "With Trees" - 8:06
5. "Pellonpekko" - 3:36
6. "You Looked Into My Eyes" - 2:14
7. "Hullunhumppa" - 1:29
8. "Man Can Go Even Through the Grey Stone" - 2:22
9. "Pixies Dance" - 2:19
10. "Juokse Sinä Humma" ("Keep Running, My Horse") - 1:16
11. "Crows Bring the Spring" - 5:25
12. "Hengettömiltä Hengiltä" ("From the Spirits of the Dead") - 0:34
13. "Shaman Drum" - 4:57
14. "Mother Earth" - 4:37

## Zenészek
- Jonne Järvelä - ének, elektromos és akusztikus gitár, sámán dob
- Jaakko "Hittavainen" Lemmetty - hegedű, jouhikko, furulya
- Arto - basszusgitár
- Ali - ütősök
- Honka - gitár

### Vendégművészek
- Samu "Döminaätör" Ruotsalainen - dob
- Jay Bjugg - gitár
- Pekka Tarnanen - harmonika